# Eduard Vivancos i Garcia
Eduard Vivancos i Garcia (Barcelona, 19 de setembre de 1920 - Toronto, 30 de desembre de 2020) va ser un anarquista i esperantista català, germà de la també esperantista Juliette Ternant.

## Joventut
Procedent d'una família obrera amb molts interessos socio-culturals, va començar a treballar als 14 anys, mentre estudiava per les tardes a l'Escola del Treball de Barcelona. Allà es va afiliar a la Federació Ibèrica de Joventuts Llibertàries (FIJL) i a la Federació Estudiantil de Consciències Lliures (FECL). El 1935 es va fer membre del sindicat Confederació Nacional del Treball (CNT). També estava federat a la Federació Catalana d'Atletisme i va conèixer molts esportistes que havien vingut a Barcelona a participar en l'Olimpíada Popular, que no va arribar a celebrar-se pel Cop d'Estat del 18 de juliol. Aquells van ser els primers contactes internacionals de Vivancos i va ser llavors que es va adonar de les dificultats de comunicació que tenien els parlants de llengües diverses.

## Guerra civil i camps francesos
El setembre de 1936, en ple ambient revolucionari durant la Guerra Civil Espanyola, va aprendre esperanto en un curs organitzat a l'Ateneu Enciclopèdic Popular i impartit per Surinyac. El 1937 va començar a estudiar a l'Institut Obrer de Barcelona, però va haver d'incorporar-se aviat al front. Es va integrar a la 26a Divisió, l'antiga Columna Durruti. Allà es va trobar amb altres esperantistes, com el tinent Espinosa o el cap del batalló Ginés Martínez. El seu primer curs com a professor d'esperanto el va donar precisament als soldats del seu batalló al front del Montsec. Al febrer de 1939 es va exiliar a França i va passar pels camps de refugiats de Lo Vernet, Sètfonts, Argelers, Barcarès, Bram, Agde, etc. En ells va intensificar la seva tasca de promoció de la llengua auxiliar internacional esperanto. En alguns d'ells va coincidir amb coneguts esperantistes, com Jaume Grau Casas, membre de l'Acadèmia d'Esperanto i redactor principal de la Kataluna Antologio (antologia de literatura catalana traduïda a l'esperanto). També va mantenir correspondència amb altres esperantistes que es trobaven an altres camps, com Ginés Martínez, que donava classes de la llengua internacional a Agde.

## Postguerra a París
Després de la Segona Guerra Mundial va viure a París, on va formar part del comitè per crear una Internacional Juvenil Anarquista, a instàncies de la FIJL. Aquest comitè va decidir la creació d'un butlletí, que pel seu caràcter internacional es redactaria en esperanto, i que va rebre el nom de Senŝtatano (qui no té estat). Eduardo Vivancos en va ser el primer redactor, en un equip on hi havia també Germinal Gracia, Julián García i Luis Pintado. Altres col·laboradors internacionals van ser el japonès Taiji Yamaga, el xinès Lu Chien Bo i el suec Hartvig Johansson. La col·laboració va ser especialment intensa amb Yamaga i es va concretar en l'edició en castellà del Daodejing de Lao Tse. Així, amb el títol Libro del Camino y de la Virtud, aquesta obra va ser publicada el 1963 per l'editorial Tierra y Libertad de Mèxic. La traducció de Vivancos utilitzava com a pont la versió que n'havia fet Yamaga en esperanto. També va col·laborar amb Eugène Lanti, el fundador de l'Associació Mundial Anacional (SAT), l'associació que agrupa els obrers esperantistes d'arreu del món.

## Canadà
El 1954 Vivancos va emigrar al Canadà amb la seva família. Durant més de 30 anys va ser el representant del SAT a aquest país. També va ser un participant molt actiu al grup esperantista de Toronto, així com a l'Associació Esperantista del Canadà. L'any 1973 va tenir lloc a Toronto el congrés internacional del SAT. Era el primer cop que aquest esdeveniment s'organitzava fora d'Europa. Eduardo Vivancos es va adherir també a l'Associació Democràtica Espanyola Canadenca (ADEC), la qual va realitzar durant molts anys diverses accions contra el règim franquista. Així, organitzava conferències amb la participació de personalitats com Federica Montseny o Enrique Tierno Galván. D'altra banda, Vivancos va ser molt crític amb la decisió de l'Associació Universal d'Esperanto (UEA) d'organitzar el seu congrés internacional anual a Madrid l'any 1968, pel que considerava una operació d'imatge del govern franquista. El discurs inaugural d'aquest congrés va ser obra de Marcelo Fraga Iribarne, germà del conegut ministre de Franco i fundador d'Alianza Popular Manuel Fraga Iribarne.
El 1976 Eduardo Vivancos va visitar Espanya per primer cop des de la Guerra Civil.
En aquesta època va tornar a córrer, ja com a veterà i va tenir un rol rellevant en l'atletisme per veterans, co-fundant a Toronto un club esportiu pioner per veterans i co-organitzant el primer campionat mundial d'atletisme per veterans, que es va celebrar també a Toronto el 1975. Posteriorment participaria en diverses edicions del campionat del món d'atletisme per veterans, formant part de la selecció canadenca.
El juliol de 2017 UEA li va atorgar un diploma per la seva dedicació extraordinària durant tota la seva vida en relació amb l'esperanto. El 15 de desembre de 2017 va ser escollit com a nou membre del panteó esperantista, projecte que reconeix a les personalitats que han fet una contribució significativa a l'ensenyament i a la difusió de la llengua internacional. Va ser el segon català en assolir aquest reconeixement, després de Llibert Puig.

## Obres
- Vivancos, Eduardo. Lao Tsé y su libro del camino y de la virtud, 1963. Arxivat 2021-11-17 a Wayback Machine. Traducció al castellà de l'original en esperanto de Taiji Yamaga.
- Vivancos, Eduardo «Kelkaj konsideroj pri la 53-a Universala Kongreso de Esperanto». Sennaciulo, 2-1968.
- Vivancos, Eduardo «El esperanto, un idioma para todos». Ruta, 17, 2-1974.
- Vivancos, Eduardo «Els jocs olímpics a Barcelona». Flama. Casal Català de Toronto, Any 10, 4, setembre-octubre 1992.